# دافي ماهر
دافي ماهر (بالإنجليزية: Davie Maher)‏ (30 نوفمبر 1880 في المملكة المتحدة - 1 أكتوبر 1929 في المملكة المتحدة) هو لاعب كرة قدم بريطاني (وحمل سابقاً جنسية المملكة المتحدة لبريطانيا العظمى وأيرلندا) في مركز مهاجم داخلي. لعب مع بريستون نورث إيند ونادي برينتفورد ونادي كارلايل يونايتد ونادي ميلوول.